# Yarm
Yarm est une petite ville et une paroisse civile du Yorkshire du Nord, en Angleterre. Elle est située sur la rive sud de la Tees. Administrativement, elle dépend de l'autorité unitaire de Stockton-on-Tees.

## Jumelage
- Schwalbach am Taunus (Allemagne) depuis 1995[1]